# Schalch (Chiemsee)
Der Schalch ist eine winzige Binnenseeinsel im Chiemsee und gehört zum gemeindefreien Gebiet Chiemsee im Landkreis Traunstein. Sie liegt 66 m westlich der Fraueninsel und 50 m vom nächstgelegenen Steg entfernt. Ihr Grundriss ist ein Quadrat mit einer Seitenlänge von 4,7 m, dessen Ecken an den Haupthimmelsrichtungen ausgerichtet sind. Die Fläche beträgt 22 m².
Die Insel wurde vermutlich künstlich angelegt, um eine größere Untiefe zu markieren, die sich rund 40 m südlich und westlich erstreckt und eine Gefahr für Segelboote darstellte. Das Ufer ist mit gemauerten Steinreihen befestigt. Nach anderen Quellen sollte sie schon im Dreißigjährigen Krieg als eine von vielen Bastionen für eine die Insel als Schutz umringende Sperrkette dienen. Die Insel wurde von der Künstlergemeinde der Fraueninsel um 1935 mit einer zuletzt rund sechs Meter hohen Weide bepflanzt, um sie für Segler besser sichtbar zu machen. Während einer Feier „taufte“ die Künstlergemeinde die Insel Sahara. Die Weide fiel Anfang des 21. Jahrhunderts einem Sturm zum Opfer und wurde durch eine junge Weide ersetzt.
Anders als die anderen Chiemseeinseln, einschließlich der nahe gelegenen Fraueninsel, gehört der Schalch nicht zur Gemeinde Chiemsee (Landkreis Rosenheim), sondern wie der See zum gemeindefreien Gebiet Chiemsee (Landkreis Traunstein).